# Akceptacja
Akceptacja (z łac. acceptatio, dosł. „przyjmowanie”) – uznanie czegoś, aprobata, potwierdzenie czegoś, pogodzenie się z czymś, czego nie można zmienić, uznanie czyichś cech postępowania za zgodne z oczekiwaniami, a także formalna zgoda na jakieś działania, zwykle wyrażona podpisem na odpowiednim dokumencie i niekoniecznie wynikająca z ich pozytywnej oceny, także wyrażenie zgody przez osobę uprawnioną dla sposobu załatwienia sprawy lub aprobatę treści pisma.